# NF Mobilier Professionnel
 (octobre 2022).
Si vous disposez d'ouvrages ou d'articles de référence ou si vous connaissez des sites web de qualité traitant du thème abordé ici, merci de compléter l'article en donnant les références utiles à sa vérifiabilité et en les liant à la section « Notes et références ».

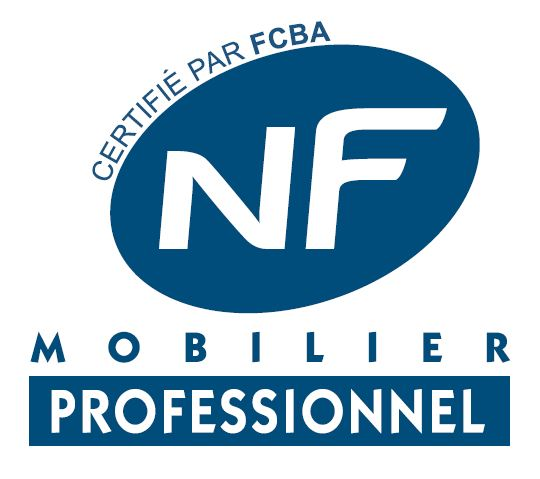
Logo de la marque NF Mobilier Professionnel

La norme NF Mobilier Professionnel est une certification créée en partenariat avec les industriels, les associations et les pouvoirs publics. Elle est la propriété de l'association française de normalisation.
La norme NF Mobilier Professionnel s'applique sur le mobilier à usage professionnel avec un cahier des charges différents en fonction du domaine d'utilisation.
Elle s'applique dans les domaines des collectivités, des crèches, de l'éducation, de la santé et de l'industrie.

## Attribution
La certification des produits ce fait sur demande des fabricants de mobilier professionnel par l'Institut Technologique FCBA qui certifie les produits en réalisant des tests de conformité aux normes françaises en laboratoire. 
Quand un produit est certifié, le fabricant peut alors apposer l'estampille de la Marque NF permettant ainsi au client de reconnaître un produit NF Mobilier Professionnel.
Les méthodes de réalisation des tests sont décrites dans un référentiel de certification qui est établi par la marque Marque NF en concertation avec tous les acteurs concernés.

### Audit de contrôle
Pour vérifier le maintien de la conformité, des audits et contrôles des moyens de production sont réalisés régulièrement dans les usines. Les audits ont pour objet de s'assurer que tous les produits fabriqués ont un niveau de sécurité et de qualité continu. L'Institut Technologique FCBA peut procéder à des à l'analyse des documents commerciaux ou un examen technique du produit en prélevant des échantillons pour réaliser des essais de contrôle en laboratoire. Dans le cas d'une baisse de qualité, le centre technique industriel et le fabricant peuvent mettre en place un échéancier de mise en conformité.

## Critères d'attribution
La certification NF Mobilier Professionnel certifie les produits sur différents critères : 
- la sécurité ;
- l'ergonomie ;
- la solidité ;
- la durabilité ;
- l’hygiène ;
- les critères sociétaux et environnementaux[2].

### Sécurité
Les produits doivent résister au risque incendie en particulier les mobiliers et sièges rembourrés. Les angles, arêtes vives ou zone de pincement doivent être protégés.

### Ergonomie
Les tables et chaises doivent être adaptés à la taille et à la morphologie des utilisateurs du matériel.

### Solidité
Les meubles doivent être conçus pour résister aux sollicitations quotidiennes des utilisateurs. La capacité de charge des meubles à roulettes et des tiroirs sont vérifiées afin de contrôler l'exactitude des informations communiquées par le fabricant dans la documentation technique.

### Durabilité
Le mobilier doit résister à la chaleur, aux chocs, chocs thermiques, abrasions, rayures et aux agressions des produits chimiques, pharmaceutiques et alimentaires.

### Critères sociétaux et environnementaux
Le cycle de vie du produit est analysé afin de réduire l'impact sur l'environnement en limitant les produits à base de formaldéhyde ou en utilisant des matériaux durables.